# إل لوسار ديل باركو
بلدية إل لوسار ديل باركو (بالإسبانية: El Losar del Barco) هي بلدية تقع في مقاطعة آبلة التابعة لمنطقة قشتالة وليون وسط إسبانيا.

## الديموغرافيا
يبلغ عدد سكان بلدية إل لوسار ديل باركو 128 نسمة عام 2011 (وفقاً للمعهد الوطني للإحصاء الإسباني).
| 162 | 145 | 128 | 124 | 116 | 127 | 128 |